# Sicyos microphyllos
Sicyos microphyllos är en gurkväxtart som beskrevs av Carl Sigismund Kunth. Sicyos microphyllos ingår i släktet hårgurkor, och familjen gurkväxter. Inga underarter finns listade i Catalogue of Life.